# Philippe Desportes
Pour les articles homonymes, voir Desportes.
Philippe Desportes, né à Chartres en 1546 et mort à l'abbaye Notre-Dame de Bonport le 5 octobre 1606, est un poète baroque français. Surnommé le « Tibulle français » pour la douceur et la facilité de ses vers, il fut abbé de Tiron, de Josaphat, près de Chartres, lecteur de la chambre du Roi et conseiller d'État.

## Sa vie
D’une famille de riches négociants de Chartres, Philippe Desportes entre dans les ordres après de solides études classiques. Il suit à Rome l'évêque du Puy, dont il est devenu le secrétaire ; il y découvre la poésie de Pétrarque, qui influença profondément son œuvre. Il était l'oncle du poète Mathurin Régnier. 
À son retour en France en 1567, il gagne les bonnes grâces de personnages haut placés, dont le duc d’Anjou, le futur Henri III, qu'il suit en Pologne. Lorsque celui-ci revient occuper le trône de France, il en reçoit plusieurs abbayes qui lui procurent un revenu de 10 000 écus. Préférant sa poésie plus maniérée, plus conventionnelle, plus formelle et moins inspirée que celle des poètes de la Pléiade, Pierre de Ronsard ou Joachim du Bellay, il en fait son poète officiel et mondain. 
Les premiers poèmes de Desportes sont lus à la Cour et transmis en manuscrit. Quelques-uns de ses poèmes paraissent en 1572 parmi les Imitations de quelques chants de l'Arioste, qui comprennent aussi des œuvres de Pierre de Ronsard, Jean Dorat, Amadis Jamyn et Étienne Pasquier. Son premier recueil de poésies amoureuses est publié en 1573 sous le titre de Premières œuvres.
Lorsqu’il succède à son frère Charles IX en 1575, Henri III admet Philippe Desportes dans ses conseils et lui octroie d'importants bénéfices ecclésiastiques. À la mort d’Henri III, il se rallie d’abord à la Ligue et collabore à la défense de Rouen contre Henri IV avant de négocier la reddition des places normandes réfractaires. Sous le règne d’Henri IV, il se retire dans sa province natale, éclipsé par François de Malherbe et le triomphe de sa nouvelle doctrine poétique. Le nouveau poète officiel le critiquera directement en annotant toutes ses œuvres dans son Commentaire sur Desportes, daté de 1606.
Il fut un temps propriétaire d’un manoir, sis dans les faubourgs de Rouen, appelé « manoir de Hauteville », « Clos des Trois Cochons » ou encore « Enclos des Trois Maisons Cornues » et « Manoir de Saint-Yon », où Jean-Baptiste de la Salle installa au XVIIIe siècle la maison mère des Frères des Écoles chrétiennes.

## Son œuvre
Nourri d'Homère et de Virgile, Desportes poussa moins loin que Ronsard l'imitation de l'Antiquité. Il polit la langue, donna plus de soin à la régularité des rimes, à l'harmonie de la phrase ; les inversions chez lui sont moins fréquentes et plus claires que chez Ronsard ; les hiatus et les enjambements commencent à disparaître dans ses vers. La grâce de ses sonnets, la verve de ses chansons suffirait à lui assurer la renommée. Il faut lire sa Villanelle de Rosette et quelques vers sur le bonheur de la campagne qui ont inspiré La Fontaine.
Il figure avec Jean Bertaut dans les vers dédaigneux que Boileau écrivit sur Ronsard dans L'Art poétique :

« Ce poète orgueilleux, trébuché de si haut,

Rendit plus retenus Desportes et Bertaut. »

Ses Poésies, en partie galantes, en partie dévotes, eurent un grand succès : il y imite avec bonheur Clément Marot et les poètes italiens. 

## Œuvres

### Éditions anciennes
- Les premieres œuvres de Philippes Des Portes : au roy de Pologne, Paris, imprimerie de Robert Estienne, 1573.
- Les premières œuvres de Philippes Desportes. Reveuës, corrigées & augmentées outre les précédentes impressions, Paris, 1578 ; Édition revue et augmentée : Mamert Patisson sur les presses de Robert Estienne, 1587
- Œuvres, Anvers, Arnould Coninx, 1596
- Les premieres œuvres de Philippes Des-Portes : au roy de France et de Polongne / revues, corrigées et augmentées en ceste dernière impression, Paris, par M. Patisson, 1600.
- Les premieres œuvres de Philippes Desportes / Dernière édition revue et augmentée par l’Auteur, Rouen, imprimerie Raphaël du Petit Val, 1607.

- Les C.L. Pseaumes de David. Mis en vers  François par Philippe Des-Portes, Abbé de Thiron, A Rouen, De L’Imprimerie de Raphaël du petit Val, Libraire & Imprimeur du Roy, 1603.

### Éditions modernes
- Œuvres de Philippe Desportes, édition et introduction d'Alfred Michiels, Paris, Adolphe Delahays, 1858.
- Les Premières Œuvres de Philippe Des Portes, édition critique suivie du Commentaire de Malherbe, par Victor E. Graham, 7 tomes : Les Amours de Diane 1 ;  Les Amours de Diane 2 ; Les Amours d’Hippolyte ; Elégies ; Cléonice, Dernières amours ; Diverses Amours et autres œuvres meslées ; Cartels et Mascarades, Epitaphes, Genève, Droz, 1958-1963.
- Contre une nuit trop claire, poèmes traduits et présentés par Jean-Yves Masson, Éditions de la Différence, coll. « Orphée », Paris, 1989.
- Les CL Pseaumes de David mis en vers françois. Quelques Meditations et Prieres. Poësies chrétiennes, texte établi et présenté par Bruno Petey-Girard, Paris, Société des Textes Français Modernes, 2006.
- Les premières œuvres, édition critique par François Rouget et Bruno Petey-Girard, Paris, Classiques Garnier, 2014 (reprend la première édition de 1573).

## Hommages

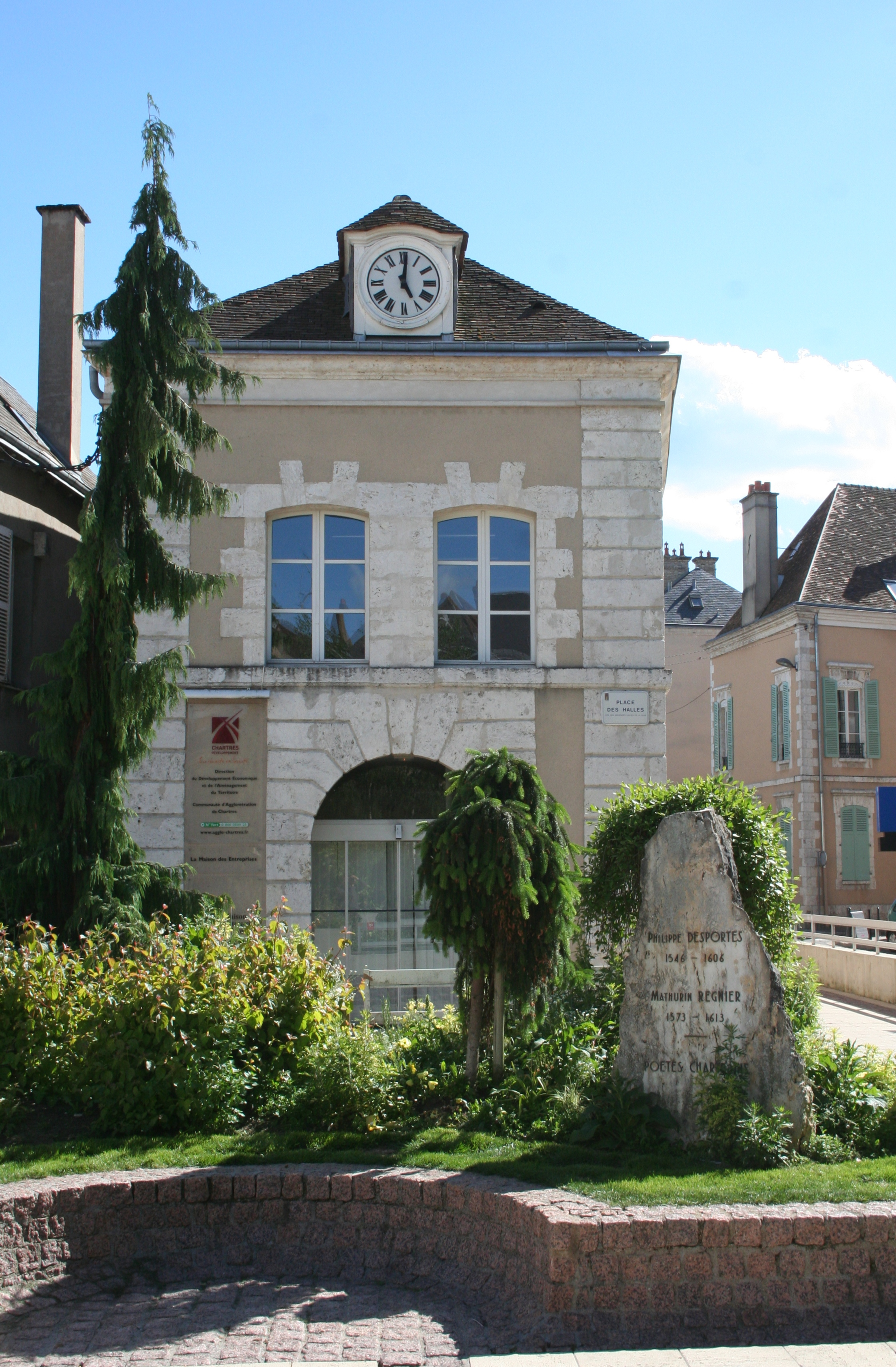
Stèle place des Halles, Chartres.

- Sa ville natale, Chartres, rend hommage au poète en lui attribuant le nom d'une de ses voies, la rue Philippe-Desportes, qui relie la rue du maréchal Leclerc et celle du docteur Maunoury. Place des Halles, une stèle est également érigée en l'honneur des poètes chartrains Philipe Desportes et son neveu Mathurin Régnier.

#### Ouvrages
- Jacques Lavaud, Un poète de cour au temps des derniers Valois. Philippe Desportes (1546-1606), Paris, Droz, 1936 ;

- M. Th. Marchand-Roques, La vie de Philippe Desportes : abbé de Tiron, poète de cour à Vanves, de 1580 à 1606, Vanves, 1949 ;

- Philippe Desportes 1546-1606. Un poète presque parfait entre Renaissance et Classicisme, Paris, Klincksieck, 2000 ;

- Philippe Desportes : poète profane, poète sacré, Actes du colloque international de Chartres, 14-16 septembre 2006 / réunis par Bruno Petey-Girard et François Rouget, Paris, H. Champion, 2008.

#### Articles
- Dreux du Radier, Anecdotes historiques et littéraires sur Philippe Desportes, abbé de Tyron, septembre 1757, le Conservateur Français, pp.130-168 [3] ;

- Sainte-Beuve, Philippe Desportes, série Anciens poètes français, in Revue des deux mondes, mars 1842 (deuxième quinzaine), pp. 56-79 (lire en ligne) ;

- Lucien Merlet, membre correspondant de l'Institut, Poètes beaucerons antérieurs au XIXe siècle, tome premier, Chartres, imprimerie Durand, rue Fulbert, 1894, 318 p. (BNF 30931101), p. 111-136, lire en ligne sur Gallica ;

- François Rouget, « Philippe Desportes et la logique des recueils poétiques », in Réforme, Humanisme, Renaissance, n°62, 2006. pp. 97-108 (lire en ligne) ;

- François Rouget, « Les livres italiens de Philippe Desportes », Italique, X | 2007, 85-104 (lire en ligne).